# ولاية بنكل
وِلَايَةُ بِنْكُل (بالتركية: بيك‌كول ولایت/Bingöl ili، وبالكردية: پارێزگای بینگۆل) هي إحدى محافظات تركيا تقع في شرق تركيا. عاصمتها مدينة بنكل.
تبلغ مساحتها 8,402 كم2 ويبلغ عدد سكانها 253,739 نسمة. تقع في شرق تركيا، وقد أنشئت في عام 1946م.
ت
شتمل بنكل على مناظر طبيعية جذابة وفيها بحيرة صغيرة جميلة تعوم في وسطها قطعة من اليابسة متحركة لا تثبت في مكانها، وتعد هذه الجزيرة المتحركة من أجمل عجائب الدنيا التي يقصدها زوار المحافظة، إذا صعد عليها بضع أشخاص جرت بهم من غير أن تغوص في الماء أو تغرق فيه. وفي بنكل منابع للمياه الكبريتية الحارة، وفيها مساجد جميلة حديثة مبنية على الطراز العثماني، وقد أُقيمت في مدينة بنكل جامعة على طراز أكاديمي فريد سنة 2007م، وهي تشتمل على اختصاصات الهندسة المعمارية والمدنية وكلية الاقتصاد والتجارة وكلية الزراعة وكلية البيطرة وكلية الآداب والفنون وكلية الإلهيات وكلية طب الأسنان وغيرها. تطورت مدينة بنكل وشهدت نشاطا علميا كبيرا أشرف عليه كبار الأكاديميين في تركيا، وبرز فيها نشاط تجاري واسع، وهي تمتاز بأسواقها الشعبية والعصرية جنبا إلى جنب في امتزاج لطيف.